# Антифриз

Различные виды охлаждающих жидкостей

Антифриз (от греч. ἀντι- — против и англ. freeze — замерзать) — общее название для жидкостей, не замерзающих при низких температурах. Применяются в установках, работающих при низких температурах, для охлаждения двигателей внутреннего сгорания, в качестве авиационных противообледенительных жидкостей и в качестве средства для очистки стекол. В качестве базовых жидкостей антифризов используются смеси этиленгликоля, пропиленгликоля, глицерина, одноатомных спиртов и других веществ с водой.

## Автомобильные антифризы

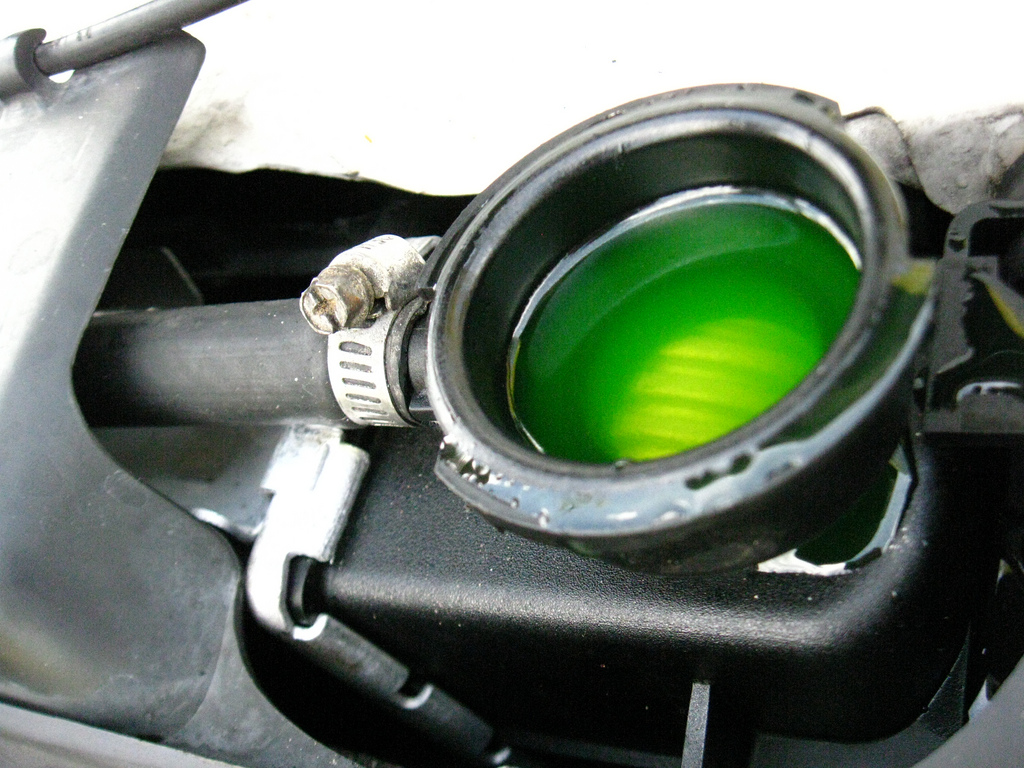
Антифриз в радиаторе автомобиля. Флуоресцентный зелёный цвет — особенность антифризов американского производства

### Общая характеристика
Антифризами чаще всего называют автомобильные охлаждающие жидкости с температурой замерзания ниже температуры замерзания воды («жидкости охлаждающие низкозамерзающие» по ГОСТ). Основная функция современных охлаждающих жидкостей - утилизация избытка тепла, вырабатываемого двигателем при сгорании воздушно-топливной смеси. Побочными функциями антифриза являются предотвращение повреждения деталей (ввиду коррозии, кавитации и разъедания эластомеров) и обеспечение нормальной работы системы охлаждения в зимних условиях (опционально). Антифризы имеют не только более низкую температуру замерзания (точнее — точку начала выпадения кристаллической фазы), но и значительно меньший коэффициент расширения при замерзании. Так, если вода при замерзании увеличивает объём на 9 %, то раствор 25 % этиленгликоля и 75 % воды — на 3,5 %, а раствор 40 % этиленгликоля и 60 % воды — только на 1,5 %, что безопасно практически для любых конструкционных материалов.

### Состав и свойства
Автомобильные антифризы состоят, как правило, из смеси воды (около половины состава) и этиленгликоля (реже — пропиленгликоля, который в отличие от этиленгликоля не токсичен, но стоит значительно дороже), а также пакета присадок, придающих антифризу антикоррозионные (ингибиторы коррозии), антикавитационные, антипенные и флуоресцентные (для облегчения поиска течи) свойства. Чистый этиленгликоль имеет сравнительно высокую температуру замерзания (−12,3°С), однако в смеси с водой образует так называемую эвтектику с температурой замерзания намного ниже, чем у составляющих смеси по отдельности, вплоть до −75°С (для смеси 25 % воды и 75 % этиленгликоля). Как при большем, так и при меньшем содержании воды смесь будет иметь более высокую температуру замерзания; на практике температуру замерзания доводят до требуемой путём разбавления смеси водой как более дешёвым компонентом, поэтому большинство товарных антифризов содержат более 25 % воды (типично от 35 до 50 %). Так, смесь с содержанием воды 35 % начинает кристаллизоваться примерно при −65°С, а 50 % — при −40°С.
Этиленгликоль, помимо понижения температуры замерзания, приводит к повышению температуры кипения охлаждающей жидкости, что является дополнительным преимуществом при эксплуатации автомобилей в тёплое время года. Также он обладает определёнными смазывающими свойствами. Однако при этом удельная теплоёмкость этиленгликолевого антифриза значительно ниже, чем у воды (на 15-20 %, в зависимости от конкретного состава), а вязкость — в 2-3 раза выше, что обуславливает худшую работу в качестве собственно охлаждающей жидкости. Многие автомобили старых выпусков с системой охлаждения, рассчитанной на воду, в тёплое время года могут перегреваться при использовании этиленгликолевых антифризов, поскольку в те годы их применение считалось допустимым только в зимний период, когда тепловая нагрузка на систему охлаждения ниже, а в летний период использовалась вода, на характеристики которой и рассчитана система охлаждения. Также многие антифризы (в частности, все этиленгликолевые) имеют намного больший коэффициент теплового расширения, чем вода, что делает необходимым использование герметизированной системы охлаждения с расширительным бачком, служащим для компенсации расширения антифриза при нагревании; на автомобилях старых выпусков с системой охлаждения без расширительного бачка «лишний» антифриз при нагревании будет выброшен через пароотводную трубку радиатора, а при остывании его уровень окажется ниже нормального. В целом, в местностях с тёплым безморозным климатом наиболее целесообразно применение в качестве охлаждающей жидкости мягкой или дистиллированной воды с ингибитором коррозии (в системах охлаждения, допускающих её использование).
Часто товарный антифриз разных марок готовится на основе концентратов одного и того же крупного транснационального производителя, например компании Arteco (совместное предприятие Chevron и Total) - антифризы Havoline, Total, Shell, Coolstream и др. - и BASF - антифризы Glysantin, Mobil, BMW и др., в результате чего на рынке представлено очень много сходных по составу и свойствам продуктов под разными торговыми наименованиями, имеющих различный уровень цены и качества.

### Формы выпуска
Антифризы поступают в продажу как в готовом к работе в системе охлаждения виде, так и в форме концентрата, который потребителю необходимо разбавить водой, желательно — дистиллированной или деионизированной. Использование концентрата антифриза значительно упрощает логистику, поскольку объём транспортируемой от производства до места реализации жидкости уменьшается примерно вдвое, однако менее удобно для конечного пользователя, а также создаёт возможность загрязнения продукта в процессе разбавления, снижающего его качества.

Готовый к применению карбоксилатный антифриз

Также выпускаются жидкости, предназначенные для продления срока службы антифриза (Coolant Extender), которые представляют собой концентрированный раствор присадок в этиленгликоле, который при добавлении к находящемуся в системе охлаждения антифризу восстанавливает его свойства за счёт восполнения потери присадок и этиленгликоля в ходе эксплуатации, продлевая срок его службы на 1-2 года (как правило, работают только с антифризами той же фирмы-изготовителя; например, в СССР выпускалась жидкость «Отара», предназначенная для продления ресурса антифриза «Тосол-АМ40»).
Естественный вид большинства антифризов — прозрачная бесцветная жидкость (исключение составляли некоторые ныне не выпускающиеся антифризы с пакетом присадок на основе декстрина, сами по себе имевшие грязно-желтый цвет). Однако в современные антифризы добавляют красители, придающие им тот или иной цвет, который не имеет отношения к их эксплуатационным свойствам и является предметом договоренности производителя и потребителя. Часто один и тот же антифриз окрашивают в разные цвета для разных потребителей (например, поставляемый на сборочные конвейеры разных заводов — для быстрой идентификации партий). Во многих случаях цвет антифриза может изменяться при эксплуатации в зависимости от сохранности пакета присадок, в этих случаях изменение цвета сигнализирует о непригодности антифриза для дальнейшего использования (более конкретная информация должна содержаться в спецификации изготовителя; так, для антифриза марки «Тосол ОЖ-40» изменение цвета с изначального (до заливки) синего на сине-зелёный или зелёный не является браковочным признаком, а лишь говорит о том, что он какое-то время проработал в системе охлаждения и находится в нормальном рабочем состоянии; о непригодности антифриза данного типа к дальнейшей работе говорит лишь смена его цвета на жёлтый и, далее, обесцвечивание).

### Опасность для человека

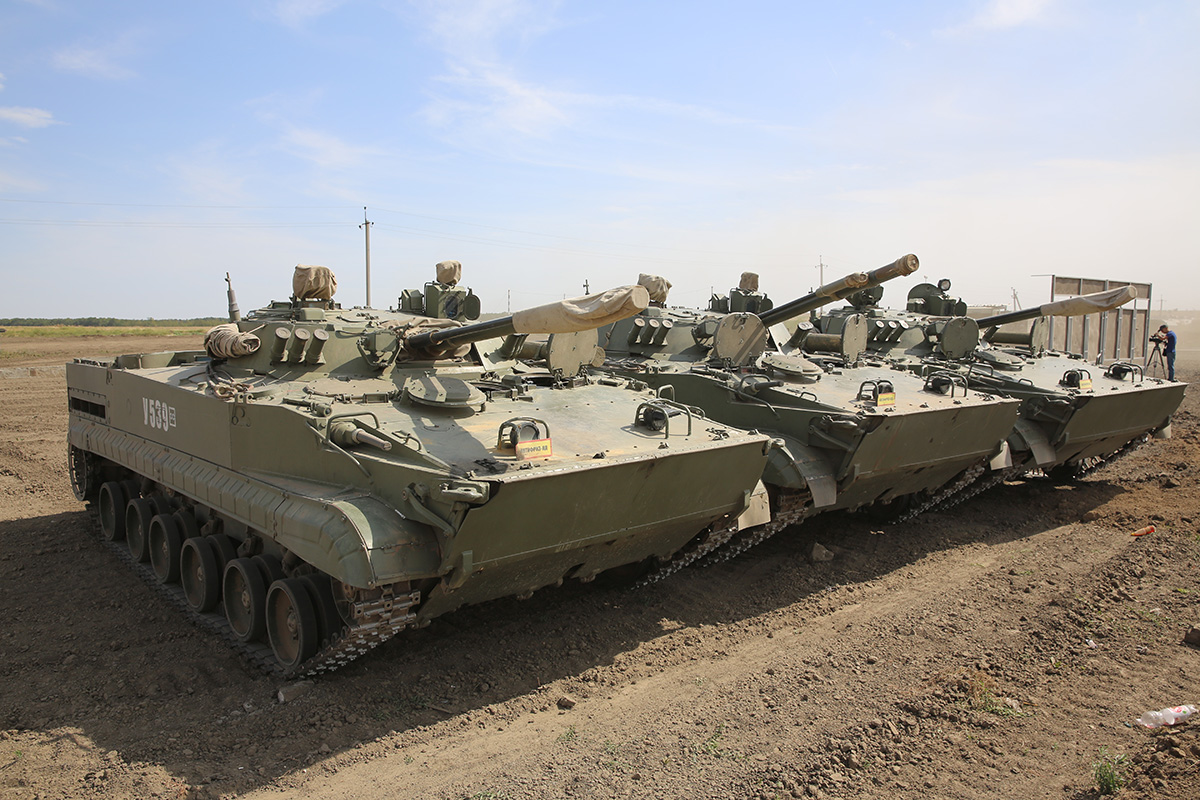
Табличка с надписью «Антифриз яд» на БМП-3 ВС РФ, предупреждающая военнослужащих об опасности употребления антифриза

Все охлаждающие жидкости на основе этиленгликоля очень ядовиты при приёме внутрь (летальная доза для чистого этиленгликоля — примерно 2 мл/кг массы тела для взрослого). При отравлении гликолевый антифриз воздействует на центральную нервную систему, вызывая потерю координации, слабость, рвоту. Первые симптомы отравления этиленгликолем схожи с алкогольным отравлением, однако через 20-30 минут они сменяются потерей сознания и судорогами; при тяжёлом отравлении в отсутствие лечения смерть наступает через 13-20 дней. Лечение аналогично лечению отравления метанолом. Поскольку этиленгликолевые ОЖ сладкие на вкус, наиболее подвержены риску отравления дети и домашние животные. В США, например, на территории нескольких штатов обязали производителей добавлять в антифриз горькие вкусовые добавки. Особую опасность представляют также пары антифриза, например — поступающие в салон при наличии течи в радиаторе отопительной установки или её кране и способные вызвать хроническое отравление. При таком хроническом ингаляционном отравлении наблюдается раздражение глаз и верхних дыхательных путей, вялость, сонливость. Опасности для жизни ингаляционное отравление обычно не представляет, лечение — общеукрепляющая терапия (витамины, глюкоза внутривенно и т. п.).

### Национальные и корпоративные стандарты
Различными производителями автомобилей и иной техники, а также национальными регулирующими органами установлено множество вариантов спецификаций для антифризов.
Широкую известность получила, в частности, спецификация TL 774, установленная фирмой Volkswagen для антифризов, используемых для конвейерной заливки в автомобили этой марки, а также их технического обслуживания. В соответствии с ней антифризы разделяются на пять категорий — C, F, G, H и J (иногда также упоминаются как G11, G12, G12+, G12++, G13 — эти обозначения, в отличие от приведённых ранее используемых во внутренней документации компании, являются более «маркетинговыми», в частности, упоминаются в пользовательских инструкциях к автомобилям). К каждой из категорий антифризов предъявляются специфические требования в отношении состава, цвета и характеристик, кроме того, спецификация содержит общие требования к качеству используемых в производстве антифризов компонентов — воды, этиленгликоля, глицерина и т. д., а также — указания в отношении методики проведения лабораторных исследований образцов антифризов на соответствие данной спецификации.
Данная спецификация изначально была предназначена сугубо для внутреннего использования компанией Volkswagen, но в России в силу исторических причин может использоваться для маркировки любых антифризов, вне зависимости от их отношения к продукции VW и наличия у них допуска этой фирмы, а её категории (обычно в виде G11, G12 и так далее) могут использоваться как общее «родовое» название всех антифризов со схожим составом (например, G11 — для антифризов с неорганическими ингибиторами коррозии; см. ниже).
Другими производителями автомобилей и иной техники используются свои спецификации для охлаждающих жидкостей, к примеру, General Motors GM 1899-M и GM 6038-М, Ford WSS-M97B44-D, Komatsu KES 07.892, Hyundai-KIA MS591-08, Renault 41-01-001/-S Type D, Mercedes-Benz 325.3 и т. д.
Действующие нормативы корпоративных спецификаций для охлаждающих жидкостей в большинстве случаев являются коммерческой тайной и в открытых источниках не публикуются (иногда происходят утечки устаревших версий корпоративных документов, например спецификации VW TL 774 в редакции от августа 2010 года) — проверить антифриз на соответствие им может лишь сама фирма, установившая данную спецификацию, причём проведение таких анализов на соответствие спецификации и выдача по их итогам допуска будет для неё одним из существенных источников дохода. Получение допуска любого крупного производителя автомобилей — длительная, сложная и дорогостоящая процедура, полностью оплачиваемая производителем антифриза.
Наряду с этим действует целый ряд национальных стандартов в данной области — советский и российский ГОСТ 28084-89, американские стандарты ASTM D 3306, ASTM D 4656 (для легковых автомобилей и лёгких грузовиков) и ASTM D 4985, ASTM D 5345 (для тяжёлых условий эксплуатации, то есть большегрузного транспорта), британский BS 6580, французский AFNOR NFR 15-601 и другие.

### Антифризы на основе одноатомных спиртов, солей и глицерина
Первые антифризы появились в начале XX века и готовились на основе метанола (метилового спирта) или этанола (этилового спирта) в смеси с водой. Ядовитость метанола и психоактивные свойства этанола, низкая температура кипения (65-82 °C) и, как следствие, высокая испаряемость одноатомных спиртов (что было большой проблемой в негерметизированных системах охлаждения тех лет, вызывая необходимость постоянного долива, к тому же пары спирта легко воспламенялись) и их коррозионное воздействие на ряд металлов и сплавов значительно сужали возможности их использования.
В тот же период использовались также антифризы на основе глицерина (температура кипения 290 °C), которые состояли из 60-70 % раствора глицерина в воде. Они были безопасны в обращении и не вызывали коррозии, но из-за высокой вязкости вызывали проблемы с прокачиваемостью при низких температурах; иногда их разбавляли этиловым или метиловым спиртом с целью улучшения текучести. Так, в СССР в 1930-х годах использовался антифриз, состоявший из 42 % этанола (денатурированного), 15 % глицерина и воды, который замерзал при −32°С.
Антифриз на основе соли соляной кислоты — хлористого кальция (в виде раствора 1,5 кг на 1 л воды) — работал примерно до −20°С, но требовал от водителя очень внимательно следить за уровнем охлаждающей жидкости и контролировать её плотность ареометром, так как в открытой системе охлаждения вода выкипала, а оставшийся в растворе хлористый кальций выпадал в осадок и закупоривал трубочки радиатора.
Однако в целом эти ранние антифризы не обладали удовлетворительными качествами и со временем были вытеснены этиленгликолевыми антифризами, до сих пор являющимися наиболее распространёнными.

### Этиленгликолевые антифризы
Свойство двухатомного спирта этиленгликоля предотвращать повреждение двигателя в мороз было известно очень давно: даже сравнительно небольшое количество этого вещества, добавленное к воде в системе охлаждения, не давало ей образовать сплошной ледяной монолит, разламывающий изнутри блок цилиндров и радиатор, вместо чего она замерзала в виде конгломерата мелких ледяных кристалликов, не обладающих разрушительным действием. Начиная же с определённой концентрации, смесь этиленгликоля с водой даже в мороз оставалась жидкой и текучей, что позволяло эксплуатировать технику в любых климатических условиях без трудоёмкой процедуры сливания воды из системы охлаждения при постановке на стоянку и её заправки горячей водой перед выездом. Однако практическое внедрение гликолевых антифризов тормозилось из-за высокой цены исходного сырья.
Первый коммерческий антифриз на основе этиленгликоля появился в 1926 году, а его массовое применение началось незадолго до Второй мировой войны, в первую очередь — для военной техники. В СССР в 1940-х годах использовался этиленгликолевый антифриз (низкозамерзающая смесь) марки В-2 с температурой выпадения кристаллов −40 °C, содержавший 55 % этиленгликоля и 45 % воды с добавкой декстрина в качестве противокоррозионной присадки, придававшей ему вид мутноватой жидкости жёлтого цвета. Широко известна военно-транспортная операция «Антифриз», в ходе которой в ноябре 1942 года было налажено снабжение антифризом советских войск на Сталинградском фронте.
Для двигателей тех лет, у которых блок цилиндров выполнялся как правило из чугуна, а радиатор — из латуни, вполне хватало простой смеси этиленгликоля с водой, которая в таких условиях и при соблюдении срока службы не обладала значительным коррозионным воздействием, тем более, что эксплуатация на антифризе как правило была сезонной — на лето в систему охлаждения заливалась вода. Правда, со временем из-за коррозионного воздействия этиленгликоля могла разрушаться пайка радиатора, выполненная свинцово-оловянным припоем, однако латунные радиаторы требовали периодического ремонта и при эксплуатации «на воде», так что это не составляло значительной проблемы; в некоторых антифризах, например советском по ГОСТ 159—52, проблема коррозионного разрушения пайки радиатора решалась введением в состав декстрина, защищавшего припой от коррозии.
Между тем, после Второй мировой войны в практику двигателестроения во всё возрастающей степени начали внедряться лёгкие сплавы. Так, в 1950-е годы получили широкое распространение алюминиевые головки блока, к началу 1960-х годов на некоторых моторах стали применяться алюминиевые блоки цилиндров (ГАЗ, Skoda, BMW, General Motors, Chrysler, AMC, Jaguar и др.), начали использоваться алюминиевые радиаторы, более лёгкие и дешёвые в производстве, чем латунные.
При длительной работе этиленгликоля в системе охлаждения происходит его окисление с образованием ряда органических кислот (преимущественно гликолевой, глиоксальной, муравьиной, щавелевой и уксусной), в результате чего происходит смещение кислотно-щелочного баланса охлаждающей жидкости в сторону повышения кислотности и увеличение её химической агрессивности, в особенности — по отношению к алюминиевым сплавам (органические кислоты растворяют пассивирующий слой на поверхности алюминия, что провоцирует его разрушение). Именно из-за этих свойств антифризов тех лет к середине 1960-х годов пришлось временно отказаться от использования алюминиевых блоков двигателей американским фирмам General Motors, Chrysler и AMC — при халатном отношении к обслуживанию автомобилей, характерном для США, длительная работа без замены антифриза приводила к серьёзному коррозионному повреждению таких двигателей и их преждевременному выходу из строя. В СССР в двигателях автомобилей ГАЗ, имевших алюминиевый блок цилиндров, использование этиленгликолевого антифриза по ГОСТ 159—52 рекомендовалось исключительно в зимний период, когда в этом имелась настоятельная надобность.
Для того, чтобы замедлить окисление этиленгликоля, нейтрализовать образующиеся при нём кислоты и предотвратить разрушение деталей двигателя, в антифриз стали добавлять ингибиторы коррозии, поддерживающие его слабую щелочную реакцию.

#### С неорганическими ингибиторами («традиционные»)
Первое поколение этиленгликолевых антифризов с ингибиторам коррозии содержало в своём составе неорганические соли («щелочные буферы») — силикаты, нитриты, нитраты, бораты, фосфаты и другие либо их смеси в различных пропорциях. При работе в системе охлаждения они образовывают на поверхности деталей двигателя слой отложений, устойчивый к воздействию этиленгликоля. Срок их службы невелик и составляет всего порядка 2-3 лет, причём значительно сокращается при работе двигателя с перегревом, а при превышении температуры в 105°С неорганические ингибиторы начинают быстро разрушаться. По истечении срока службы антифриза ингибиторы коррозии в его составе вырабатываются, защитный слой на поверхности деталей двигателя постепенно исчезает и начинается их коррозионное разрушение. Международное обозначение — IAT (Inorganic Acid Technology).
В настоящее время в данной категории доминируют силикатные антифризы, поскольку они, в частности, более эффективны для защиты алюминия, широко применяемого в современных двигателях. Содержание же нитритов, нитратов и боратов, а также иногда добавлявшихся в антифриз в качестве вспомогательных веществ аминов, стремятся, напротив, минимизировать или даже полностью исключить. В США и Японии популярны фосфатные ингибиторы, использование которых стараются, напротив, избегать в Европе, поскольку европейская вода имеет большую жёсткость и при реакции с фосфатными соединениями может вызывать появление отложений на горячих деталях двигателя, ухудшающих теплоотвод.
В СССР и впоследствии в СНГ наибольшее распространение получили антифризы, часто объединяемые под ставшим нарицательным названием «Тосол» — изначально это была марка боратно-нитритного антифриза, разработанного около 1971 года в НИИОХТ, но в настоящее время производителями может использоваться любая рецептура (даже ГОСТ 28084-89 «Жидкости охлаждающие низкозамерзающие», по которому выпускались «Тосол ОЖ-40» и «Тосол ОЖ-65», не определял конкретного состава пакета ингибиторов, а лишь нормировал его функциональные параметры, такие как коррозионное воздействие на различные металлы и сплавы). Ярко-голубой цвет, характерный для продуктов данного типа (для ОЖ-65 — красный), обусловлен не объективной необходимостью, а сугубо соображениями цветовой дифференциации технических жидкостей различных типов, облегчающей поиск течи. В процессе эксплуатации, как уже указывалось выше, цвет меняется сначала на зелёный, а затем — на жёлтый, после чего наступает обесцвечивание жидкости с потерей ею рабочих качеств (у оригинального «Тосола», современные продукты с таким названием могут иметь другие свойства).
Наряду с «Тосолом», в продажу поступал также «обычный» антифриз по ГОСТ 159—52 марок 40, 40М, 65 и 65М, имевший вид мутной жидкости жёлтого или оранжевого цвета и предназначенный главным образом для эксплуатации в двигателях грузовиков (применение в системе охлаждения легкового автомобиля считалось вынужденной мерой, на которую шли главным образом из-за дефицита «Тосола»). При более низкой, чем у «Тосола», стоимости, он имел худшие эксплуатационные качества, в частности — более низкую температуру кипения, и оказывал вредное воздействие на резиновые детали. В качестве ингибиторов коррозии в нём использовались декстрин (предотвращал разрушение свинцово-оловянного припоя в пайке радиатора, а также отчасти предохранял от коррозии алюминий и медь), динатрийфосфат (защищал чёрные металлы, медь и латунь) и молибденовокислый натрий (в антифризах с буквой «М» в обозначениях, оберегал цинковые и хромовые покрытия на деталях системы охлаждения). Кроме того, в нём, в отличие от «Тосола», отсутствовали противопенные присадки, из-за чего его залив в системы охлаждения в конвейерных условиях был затруднён (по использовавшейся на ВАЗе итальянской технологии автомобили отгружались потребителю полностью заправленные всеми техническими жидкостями).
Также по ТУ 113-07-02-88 выпускался этиленгликолевый антифриз марки «Лена» ОЖ-40 и ОЖ-65 ярко-зелёного цвета, в основном предназначенный для использования в военной технике, включая летательные аппараты и радиоэлектронную аппаратуру с жидкостным охлаждением, иногда поступал и в свободную продажу. В постперестроечные годы он какое-то время активно продвигался на рынке дзержинским «Капролактамом», но не выдержал конкуренции с многочисленными «клонами» «Тосола», хотя сам по себе бренд время от времени используется некоторыми производителями до сих пор.
Фирмой Volkswagen для силикатных антифризов установлена спецификация VW TL 774-C / G11, выпускающиеся в соответствии с ней антифризы имеют сине-зелёную окраску.
В США «традиционные» антифризы в основном фосфатные или фосфатно-силикатные, как правило зелёного цвета.
В азиатских странах, особенно Японии, силикатные антифризы не используются, зато популярны составы на основе фосфатов.

#### С органическими ингибиторами (карбоксилатные)
Этиленгликолевые антифризы с ингибиторами коррозии на основе неорганических солей вполне успешно использовались в течение трёх десятков лет — с 1960-х по 1990-е годы, пока начиная с середины 1990-х годов, ввиду ужесточения требований к экологичности и экономичности автотранспорта, не стали появляться двигатели с более жёстким температурным режимом, в которых антифризы старых типов имели очень низкий срок службы из-за ускоренного старения и разрушения пакета ингибиторов коррозии. Кроме того, совершенствование охлаждения двигателей привело к росту числа оборотов насоса системы охлаждения, вследствие чего стала появляться проблема кавитации, разрушающей крыльчатку насоса.
Специально для новых моторов были созданы так называемые карбоксилатные антифризы, в которых используются ингибиторы коррозии на основе металлических солей органических карбоновых кислот (карбоксилатов). Начиная с конца 1990-х годов ведущие производители автомобилей стали использовать карбоксилатные антифризы для заполнения системы охлаждения автомобилей на конвейере (например, VW — с 1997 года, спецификация VW TL 774-D / G12). Как правило, они маркируются ярко-красным красителем, реже — сиренево-фиолетовым (спецификация VW TL 774-F / G12+, используются этой фирмой с 2003 года). Международное обозначение — OAT (Organic Acid Technology).
Карбоксилатные ингибиторы не образуют защитного слоя по всей поверхности системы, а адсорбируются лишь в очагах возникновения коррозии с образованием защитных слоев толщиной не более 0,1 микрона. Карбоксилатный антифриз имеет больший срок службы (более 5 лет) и лучше защищает металлы от коррозии и кавитации. При этом карбоксилатный антифриз обладает более высокой текучестью, что при малейшей негерметичности системы охлаждения приводит к возникновению течи. Кроме того, при заправке им системы охлаждения, в которой ранее работал антифриз с неорганическими ингибиторами, он сначала растворяет остающийся на деталях двигателя защитный слой, что приводит к нерациональному расходованию содержащихся в нём соединений органических кислот и значительному сокращению срока службы, а в отдельных случаях может приводить к накоплению в системе охлаждения мелкодисперсной взвеси, резко снижающей противопенные и противокавитационные свойства карбоксилатного антифриза.
Из-за этого применение карбоксилатных антифризов рекомендуется главным образом в новых автомобилях, система охлаждения которых изначально с завода была заправлена антифризом данного типа. Переход с антифриза предыдущего поколения на карбоксилатный требует тщательной промывки системы охлаждения водой и полной замены старых уплотнений и шлангов, могущих вызвать течь охлаждающей жидкости. Смешивание антифризов различных типов категорически не рекомендуется.

#### Гибридные
Содержат в своём составе как соли карбоновых кислот, так и неорганические соли — обычно силикаты, нитриты или фосфаты. Такие антифризы дешевле карбоксилатных, но и хуже их по характеристикам (срок службы — 3-5 лет). Могут маркироваться красителем любого цвета — зачастую используется жёлто-оранжевая гамма, но нередки и другие варианты, например синевато-зелёный цвет, по примеру гибридных антифризов фирмы BASF, или розовый, как у гибридного антифриза Toyota SLLC. Международное обозначение — HOAT (Hybrid Organic Acid Technology) либо Hybrid.

#### Lobrid («лобридные», «биполярная технология»)
Последнее на данный момент поколение антифризов на этиленгликолевой основе, содержат в своём составе органические ингибиторы коррозии в сочетании с соединениями кремния, обеспечивающими дополнительную защиту от коррозии алюминиевых сплавов (то есть, фактически, тоже являются гибридными). Имеют повышенную температуру кипения (до 135° C), что позволяет использовать их в наиболее теплонагруженных современных двигателях. Считается, что срок службы таких антифризов может достигать 10 лет или до 200 тыс. км (то есть заводская заправка системы охлаждения считается «пожизненной», на весь срок службы автомобиля), однако многие эксперты считают это рекламным ходом производителей и рекомендуют заменять антифриз не реже чем раз в 5 лет. Используются фирмой VW для конвейерной заливки с 2008 года (спецификация VW TL 774-G / G12++). Окрашиваются обычно в ярко-красный или сиреневый цвет. Общепринятого международного наименования не имеют, производителями обозначаются как Lobrid (Low hybrid) или SOAT (Silicon enhanced Organic Acid Technology).

### Пропиленгликолевые антифризы
Вместо этиленгликолевой основы в них используется менее ядовитый (может вызывать раздражение кожи и слизистых, но для жизни не опасен) и более экологически чистый пропиленгликоль в сочетании с пакетом органических ингибиторов коррозии. По своим эксплуатационным качествам аналогичны этиленгликолевым последнего поколения. Окрашиваются обычно в жёлтый или оранжевый цвет.
Иногда ошибочно указывается, что фирмой VW для пропиленгликолевых антифризов введена спецификация VW TL 774-J / G13. На самом деле это не соответствует действительности, спецификация TL 774-J касается этиленгликолевого антифриза с добавлением 20 % глицерина.

### Смешивание антифризов различных типов
В целом, смешивания антифризов различных типов и даже одного типа разных марок следует избегать, поскольку взаимодействие содержащихся в них присадок может привести к существенному снижению характеристик или уменьшению срока службы жидкости.
Некоторые антифризы могут быть принципиально несовместимы друг с другом — так, VW/Audi категорически не рекомендует смешивать друг с другом антифризы, соответствующие спецификациям VW G11 и G12, в то время как антифризы спецификаций G12 и G12+, G12++ и G13 считаются взаимно совместимыми. Однако следует понимать, что речь идёт лишь о возможности кратковременного смешивания без возникновения немедленных серьёзных негативных последствий — например, при доливке антифриза другой марки в случае течи из системы охлаждения при недоступности рекомендованного.
Так, по данным того же VW, смесь антифриза спецификации G13 с антифризами G12+, G12 или G11 хотя формально и пригодна для использования (то есть не наносит непосредственного вреда автомобилю), но не обладает достаточными антикоррозийными свойствами и её использование не рекомендуется. По данным той же фирмы, антифриз G12+ для автомобилей Porsche (N 052 774 F1) несовместим с антифризами для других марок автомобилей концерна и не должен использоваться в них, так как содержит другие противопенные добавки.
В рамках одного типа антифризы, допущенные VW для использования в автомобилях этой марки, могут смешиваться без каких-либо ограничений и снижения характеристик (например, G11 с G11, G12 c G12; не следует, однако, путать наличие у конкретной марки антифриза допуска какого-либо производителя автомобилей и заявление производителя антифриза о соответствии требованиям такого допуска). Точно так же считается допустимым любым образом смешивать антифризы одного типа, выпущенные различными производителями на основе концентратов фирмы BASF и имеющие официальное разрешение этой фирмы на право использования в своём обозначении торговой марки Glysantin, например оригинальный Glysantin G30 и его аналог Comma Xstream G30.
По общему для технических жидкостей правилу, смесь антифризов различных категорий должна рассматриваться как аналогичная по свойствам антифризу, имеющему наиболее низкую категорию среди смешиваемых (то есть, к примеру, смесь антифризов, соответствующих спецификациям G11, G12+ и G12++, должна рассматриваться как аналогичная антифризу низшей среди них спецификации, то есть G11). Однако на практике никто не поручится за допустимость длительной эксплуатации автомобиля на полученной в результате смеси и её свойства в качестве охлаждающей жидкости. После такого вынужденного смешивания антифризов различных типов или марок рекомендуется при первой возможности заменить получившуюся смесь на чистый заводской антифриз.
Иногда в качестве наиболее безопасного варианта рекомендуется при отсутствии антифриза той же марки долить в систему воду, желательно дистиллированную, а затем — при первой возможности полностью сменить всю охлаждающую жидкость.
Смена типа антифриза требует тщательной промывки всей системы охлаждения, причём существуют различные рекомендации относительно процедуры промывки, в особенности чётко сформулированные для многолитражных двигателей грузовиков и тяжёлой техники. Так, по технической документации фирмы MAN промывка проводится в два этапа — сначала в течение 1-2 минут 60 % раствором концентрата нового антифриза, затем — его же 10 % раствором, после чего в систему заливается рабочая жидкость — 50 % раствор концентрата. Компания Caterpillar требует обязательной промывки системы при замене антифриза, сначала водой, затем фирменным очистителем систем охлаждения, затем снова водой «на холодную», после этого — многократно водой с запуском и прогревом двигателя до 50-60°С, вплоть до полной очистки системы, о чём говорит сливаемая из неё совершенно чистая вода; при особо сильном загрязнении рекомендуется снятие патрубков с очисткой их вручную. Сервисный бюллетень № 3666132 компании Cummins рекомендует промывку системы охлаждения при обнаружении в ней загрязнений и смене типа охлаждающей жидкости, при этом двигатель прогревается до открытия термостата, после чего охлаждающая жидкость сливается, система охлаждения заполняется специальным чистящим средством и очищается работой на холостых оборотах в течение 30 минут; после этого система промывается чистой водой, также при работе двигателя на холостых оборотах в течение 15 минут, кроме того рекомендуется вручную очистить патрубки от гелей и других осадков.

### Характеристики автомобильных антифризов
Этиленгликолевые ОЖ разных сортов отличаются друг от друга по большому счёту только процентным соотношением между водой и этиленгликолем, определяющим температуру начала кристаллизации, а также составом пакета присадок. Играет свою роль, однако, и качество сырья — в частности, степень чистоты воды (дистиллированная, деионизированная, обычная водопроводная и т. д.) и качество очистки этиленгликоля. В дешёвых антифризах вместо моноэтиленгликоля могут использоваться его суррогаты — диэтиленгликоль и другие полигликоли, обладающие худшей химической стабильностью и из-за этого имеющие низкий срок службы.
По российскому ГОСТ нормируются (и должны быть указаны в паспорте продукта) следующие характеристики антифриза для систем охлаждения автомобильных двигателей:
- Плотность при 20°С: плотность антифриза, взятая в г/см3; у этиленгликолевых антифризов обычно чуть больше единицы, причём бо́льшая плотность обычно говорит о лучших низкотемпературных характеристиках смеси (плотность этиленгликоля выше, чем у воды — то есть в смеси с большей плотностью больше этиленгликоля и меньше воды, а значит, и замерзает она при более низкой температуре). Так, антифриз с плотностью порядка 1,065 г/см3 будет замерзать уже при −30°С, что достаточно для сравнительно мягких зим Западной Европы и США, для более же сурового климата лучше подходит продукт с плотностью в районе 1,075-1,080 г/см3, сохраняющий текучесть до −40-45°С. На этом же принципе основано определение пригодности антифриза для эксплуатации при помощи денсиметра. Стоит однако помнить, что вышесказанное касается лишь типичных готовых к применению товарных антифризов, содержащих обычно от 35 до 50 % воды. Вода и этиленгликоль эффективно работают в качестве антифриза лишь совместно друг с другом, отклонение состава смеси от оптимального в сторону как повышения, так и снижения содержания воды приводит к повышению температуры её застывания. Так, безводный концентрат «Тосол-А» замерзал при температуре −21,5°С; его смесь с 20 % воды — при −45°С; с 35 % воды — при −65°С; с 50 % воды — уже лишь при −40°С. На практике, естественно, используются смеси с бо́льшим содержанием воды, как более дешёвые, хотя той же самой температуры застывания, в принципе, можно достичь и повышением содержания этиленгликоля.[9]
- Температура начала кристаллизации: температура антифриза, при которой в нём начинают образовываться кристаллики льда, что определяется пропорцией между водой и этиленгликолем в смеси; не следует путать с температурой полного застывания. ГОСТом предусмотрено два варианта: −40°С для жидкости ОЖ-40 и −65°С для ОЖ-65, в продукции иностранных производителей может быть любой. Фактическая температура начала кристаллизации конкретного антифриза может немного отличаться от расчётной (полученной на основе пропорции между водой и этиленгликолем), так как, во-первых, на неё могут оказывать некоторое влияние сами присадки (в сторону снижения), а во-вторых — присадки могут выпускаться в виде раствора как в воде, так и в этиленгликоле, так что их введение в антифриз немного меняет соотношение между этими компонентами и, соответственно, его низкотемпературные свойства (в любую сторону).
- Щёлочность («резерв щелочности», reserve alkalinity): определяется как количество 0,100 н раствора хлороводородной кислоты HCl (в см3), необходимое для придания образцу антифриза объёмом 10 см3 водородного показателя pH 5,5 (ASTM D1121 — 11); определяет количество в антифризе щелочных ингибиторов коррозии («щелочных буферов») и их способности нейтрализовать кислоты. Данный показатель был актуален для антифризов с неорганическими ингибиторами, для них было установлено минимальное значение щёлочности в 10 см3 (типично 10÷15); современные антифризы с органическими ингибиторами могут вообще не содержать «щелочных буферов» (боратов, фосфатов и т. п.), и их щёлочность будет намного ниже 10 единиц, при как минимум не худших защитных качествах, поэтому данный параметр не может использоваться в настоящее время для определения качества антифриза. Большинство стандартов вообще исключили данный параметр, в других он сохраняется, но исключительно для возможности идентификации типа антифриза по содержанию в нём щелочных ингибиторов.
- Вспениваемость, включая объём пены через 5 минут (в см3) и устойчивость пены (в секундах): при работе антифриза в герметизированной системе охлаждения (как у всех современных автомобилей) пена образовываться не может из-за повышенного давления в контуре, поэтому данный параметр интересен главным образом с точки зрения заводской технологии заливки антифриза в фасовочную тару для отправки потребителю, а также в движущиеся по конвейеру автомобили на автозаводе — чему образование пены может сильно препятствовать; в частности, более жёсткий, чем в большинстве других стандартов и спецификаций, норматив по вспениваемости в отечественном ГОСТ был связан с особенностями конвейерной технологии Волжского автозавода, использовавшейся на момент его принятия в конце 1980-х годов.
- Водородный показатель (рН), измеренный при 20°С — позволяет судить об агрессивности препарата к металлам; обычные значения около 7,5-8 (по ГОСТ — в пределах 7,5÷11,0), в процессе эксплуатации сдвигается в сторону повышения кислотности (уменьшается); и слишком высокий pH не идёт двигателю на пользу — так, при pH 9,5 и более начинается разрушение алюминия, теперь уже из-за воздействия на него щелочной среды — именно поэтому фактическое значение этого параметра у современных антифризов всегда ниже предельно допустимого по ГОСТ.
- Коррозионное воздействие на металлы: измеряется количеством прокорродировавшего металла в г/м2 в сутки, в том числе для меди, латуни, алюминия, стали, чугуна и свинцово-оловянного припоя (используемого для сборки и ремонта некоторых радиаторов); нормальное значение — порядка сотых долей грамма. Наиболее важна, однако, не изначальная низкая коррозионная активность антифриза, а то, насколько долго она поддерживается в процессе эксплуатации.
- Набухание резины в % — для обычной, не маслобензостойкой резины; как правило не превышает 2-3 %.
- Температура кипения, в градусах С при атмосферном давлении — для многих современных двигателей с большей рабочей температурой требуется более высокое значение данного параметра; обычные современные антифризы кипят примерно при 110°С, а т. н. «лобридные» — до 135 °C. При приближении к температуре кипения в системе охлаждения начинают возникать паровые пробки, снижающие эффективность её работы и создающие опасность перегрева. Следует помнить, что в системе охлаждения антифриз находится под давлением в 1,5-3 атм и за счёт этого кипеть будет не при этой температуре, а при более высокой.
- Содержание механических примесей, % — нормировано отсутствие в антифризе определяемого стандартными лабораторными методами количества примесей.
- Цвет — как уже указывалось, может варьироваться в широких пределах в зависимости от пожеланий изготовителя и заказчика антифриза; ГОСТом нормированы голубой для ОЖ-40 и красный для ОЖ-65.
- Смачиваемость — описывает взаимодействие жидкости с поверхностью другой жидкости или твердого тела и определяет, насколько просто жидкость просачивается через трещины. Антифриз просачивается через более мелкие трещины, чем вода, и быстрее.

#### Соответствие линейки продуктов Glysantin (BASF) и Arteco (Chevron + Total) с кодами одобрений от авто-производителей
| Стандарт Glysantin Groupe        | Стандарт Arteco Groupe | Допуск Volkswagen                    | Допуск Ford                       | Допуск Peugeot / Citroen       | Допуск Opel-GM                          | Допуск Volvo          | Дата выпуска | Дата снятия с конвейера а/м | Прим.   |
| -------------------------------- | ---------------------- | ------------------------------------ | --------------------------------- | ------------------------------ | --------------------------------------- | --------------------- | ------------ | --------------------------- | ------- |
| G05 / Glysantin Protect          | -                      | -                                    | Ford WSS-M97B51-A1                | -                              | -                                       | -                     | 1994         | 2002                        | Hybrid  |
| G30 / Glysantin Alu Protect      | Havoline XLC           | G12 (VW TL 774-D) G12+ (VW TL 774-F) | -                                 | -                              | Opel B0401065 & GM 6277M (для Havoline) | -                     | 1997         | 2004                        | OAT     |
| G33 / Glysantin Protect          | Freecor DSC            | -                                    | -                                 | Peugeot / Citroen PCA B71 5110 | -                                       | -                     | 1997         | 2016                        | OAT     |
| G34 / Glysantin Protect DexCool  | Havoline XLC           | G12+ (VW TL 774-F) (для Havoline)    | Ford WSS-M 97B44-D (для Havoline) | -                              | Opel B0401065 & GM 6277M                | -                     | 1997         | 2008                        | OAT     |
| G40 / Glysantin Dynamic Protect  | Freecor QRC            | G12++ (VW TL 774-G)                  | -                                 | -                              | -                                       | -                     | 2000         | 2008                        | Si-OAT  |
| GG40 / Glysantin Dynamic Protect | Freecor QFC            | G13 (VW TL-774-J)                    | -                                 | -                              | -                                       | -                     | 2008         | н.в.                        | Lobrid  |
| G48 / Glysantin Protect Plus     | Havoline AFC           | G11 (VW TL 774-C)                    | -                                 | -                              | Opel B0400240                           | -                     | 1994         | 2002                        | Hybrid  |
| G64 / Glysantin                  | -                      | -                                    | -                                 | -                              | -                                       | Volvo TR 31854114 002 | 2015         | -                           | PSi-OAT |

## Антифризы для систем отопления
В современных замкнутых системах отопления для частных домов в качестве теплоносителя используются различные антифризы, чтобы не сливать воду из системы отопления, когда дом не отапливается. Наибольшее распространение в данной области имеют антифризы на основе этиленгликоля, пропиленгликоля и глицерина. Многие производители котлов для систем отопления категорически запрещают использование в них антифриза.